# Кокс, Уильям Ситгривс
Ви́льям Си́тгривс Кокс (англ. William Sitgreaves Cox, 1790—1874) — американский военный.

## Биография
Кокс служил младшим лейтенантом на корабле Соединённых Штатов «Чесапик» (англ. «Chesapeake») во время англо-американской войны 1812 года. Во время сражения с кораблем Британского флота «Шеннон» (англ. «Shennon») Кокс находился на нижней палубе в составе орудийного расчета. Когда его расчёт покинул свой пост, Кокс отправился на палубу продолжать бой. Капитан корабля Джеймс Лоуренс был ранен, и Кокс отнёс его на нижнюю палубу. Однако в это время другие офицеры были серьёзно ранены либо убиты, таким образом Кокс остался старшим офицером на корабле, по сути командиром корабля. Неясно, осознавал ли он, что теперь является командиром. В 1814 году военным трибуналом он был признан виновным в нарушении воинского долга, так как, будучи командиром, покинул свой пост перед лицом врага. Кокс был уволен с позором со службы во Флоте Соединённых Штатов.
Правнук Кокса, Электус Ди Литхфилд, 20 лет боролся за то, чтобы снять обвинение. В 1952 году Конгресс принял резолюцию в поддержку Кокса, и президент Гарри Труман снял обвинение и восстановил его в звании.
В 12 главе своей книги «Звёздный десант» Роберт Хайнлайн обращается к этой истории как иллюстрации важности сохранения правильной цепи командования. Тем не менее, в продолжение истории, описанной в книге, младший лейтенант Кокс не выглядит оправданным.